# Regionaal Historisch Centrum Eindhoven
Het Regionaal Historisch Centrum Eindhoven beheert en bewaart sinds 2000 de archieven van 15 gemeenten in de regio Zuidoost-Brabant. Na de fusie op 1 januari 2003 werd dat uitgebreid naar 20 gemeenten:
Asten, Bergeijk, Best, Bladel, Cranendonck, Deurne, Eersel, Eindhoven, Geldrop-Mierlo, Helmond, Heeze-Leende, Laarbeek, Nuenen, Oirschot, Reusel-De Mierden, Someren, Son en Breugel, Valkenswaard, Veldhoven en Waalre.

## Ontstaan
De dienst is een fusie van het voormalige Gemeentearchief Helmond, het Streekarchivariaat Peelland en het Streekarchief regio Eindhoven. Op 1 januari 2003 vond een fusie plaats, waarbij in eerste instantie een vestiging in Helmond werd aangehouden in het voormalig stadsarchief onder de naam Historisch Informatiecentrum Helmond. Enkele jaren later werden alle activiteiten geconcentreerd in het hoofdgebouw in Eindhoven.

## Raadpleging
Deze archieven, maar ook foto's, kranten, boeken en tijdschriften uit en over de geschiedenis van de regio, kunnen er geraadpleegd worden.